# Сутора білогорла
Суто́ра білогорла (Chleuasicus atrosuperciliaris) — вид горобцеподібних птахів родини суторових (Paradoxornithidae). Мешкає в Гімалаях і Південно-Східній Азії. Це єдиний представник монотипового роду Білогорла сутора (Chleuasicus).

## Опис
Довжина птаха становить 15 см, враховуючи довгий, східчастий хвіст. Верхня частина тіла оливково-коричнева або сірувата, нижня частина тіла кремова. Голова рудувато-коричнева, горло, щоки і обличчя білуваті, над очима короткі чорні "брови".

## Підвиди
Виділяють два підвиди:
- C. a. oatesi (Sharpe, 1903) — східні Гімалаї (Сіккім, Бутан, Аруначал-Прадеш, північ Західного Бенгалу);
- C. a. atrosuperciliaris Godwin-Austen, 1877 — Північно-Східна Індія, М'янма, західний Юньнань, північно-західний Таїланд, північ Лаосу і В'єтнаму.

## Поширення і екологія
Білогорлі сутори мешкають в Індії, Бутані, Китаї, М'янмі, Таїланді, Лаосі і В'єтнамі. Вони живуть у вологих гірських і рівнинних тропічних лісах, та на луках, зокрема на заплавних. Зустрічаються на висоті від 215 до 2100 м над рівнем моря.